# Pheosiopsis niveipicta
Pheosiopsis niveipicta är en fjärilsart som beskrevs av Felix Bryk 1949. Pheosiopsis niveipicta ingår i släktet Pheosiopsis och familjen tandspinnare. Inga underarter finns listade i Catalogue of Life.